# Municipio de Argentine (Dakota del Sur)
El municipio de Argentine (en inglés: Argentine Township) es un municipio ubicado en el condado de Fall River en el estado estadounidense de Dakota del Sur. En el año 2010 tenía una población de 25 habitantes y una densidad poblacional de 0,27 personas por km².

## Geografía
El municipio de Argentine se encuentra ubicado en las coordenadas 43°25′39″N 103°58′45″O / 43.42750, -103.97917. Según la Oficina del Censo de los Estados Unidos, el municipio tiene una superficie total de 92.79 km², de la cual 92,73 km² corresponden a tierra firme y (0,06 %) 0,06 km² es agua.

## Demografía
Según el censo de 2010, había 25 personas residiendo en el municipio de Argentine. La densidad de población era de 0,27 hab./km². De los 25 habitantes, el municipio de Argentine estaba compuesto por el 100 % blancos. Del total de la población el 0 % eran hispanos o latinos de cualquier raza.